# میتون (آلاباما)
میتون (به انگلیسی: Maytown) شهری در شهرستان جفرسون ایالت آلاباما است که مساحت آن ۶٫۹۵ کیلومتر مربع است و در سرشماری سال ۲۰۱۰ میلادی، ۳۸۵ نفر جمعیت داشته و تراکم جمعیتی آن، ۵۵٫۴ نفر در هر کیلومتر مربع بوده است.